# Anna Friederike Potengowski
Anna Friederike Potengowski (* 1975 in Weimar) ist eine deutsche Flötistin und Kammermusikerin. Sie gilt als Spezialistin für das Spiel auf Repliken prähistorischer Flöten.

## Leben und Werk
Anna Friederike Potengowski besuchte zunächst die Flötenklasse des Musikgymnasiums Schloss Belvedere in Weimar und anschließend das Musikgymnasium Carl Maria von Weber in Dresden. Dann studierte Potengowski Flöte bei Eckart Haupt an der Musikhochschule Dresden und bei Roswitha Staege an der Universität der Künste Berlin. An der Hochschule für Musik Detmold absolvierte sie bei Hans-Jörg Wegner ein Zusatzstudium in Kammermusik.
Die unkonventionellen Ausdrucksmöglichkeiten zogen Potengowski nach dem Studium in das Feld der zeitgenössischen Musik. Seit ihrem 16. Lebensjahr hat sie in und mit ihrem Flöten- und Gitarrenensemble Les Alliées immer wieder solche unkonventionelle, leidenschaftliche, musikalische Ausdrucksmöglichkeiten gesucht. Aus dem Wunsch heraus, zeitgenössische Flötenmusik auf ihre künstlerische Basis zurückzuführen, hat sie sich seit 2010 dem Spiel auf paläolithischen Flötennachbauten gewidmet. Hierbei stellte sie fest, dass ein riesiges musikalisches Vokabular auf sehr einfachen Knochen- und Elfenbeininstrumenten erzeugt werden konnte. Ihre Arbeit wurde in Form eines Stipendiums von der Hermann-Haake-Stiftung unterstützt. Mit dem auf zeitgenössische Musik für paläolithische Blasinstrumente und Schlagzeug spezialisierte Ensemble VentOs trat sie auf Festivals und Konzertreihen in Deutschland und Großbritannien auf.
Potengowski präsentiert Musik auf Rekonstruktionen von Instrumentenfunden auf archäologischen Konferenzen. Ihre spielerischen Analysen wurden unter anderem in den Mitteilungen der Gesellschaft für Urgeschichte und den Studien zur Musikarchäologie veröffentlicht. Sie spielte bisher solche Analysen für das European Music Archaeology Project, für britische und kanadische Rundfunksender, für Deutschland Radio Kultur, für den WDR und die Universität Tübingen ein.
Beim Label Delphian veröffentlichte Potengowski zusammen mit dem Perkussionisten Georg Wieland Wagner 2017 die CD The Edge of Time, Palaeolithic Bone flutes of France & Germany. Potengowski spielte in diesen Aufnahmen unter anderem auf einer von dem Archäotechniker Wulf Hein geschnitzten Knochenflöte aus Mammut-Elfenbein, deren originale, fast 40.000 Jahre alte Vorlage aus der schwäbischen Höhle Geißenklösterle stammt. Die originale Flöte ist wegen ihrer durch die Zeit verursachten Schäden nicht mehr spielbar und wird im prähistorischen Museum der Universität Tübingen präsentiert.  Man weiß nicht, was für eine Musik auf dieser paläolithischen Flöte gespielt wurde. Entsprechend erfanden Potgengowski und Wagner Musikstücke, die sich an den Klängen der Natur und an den Möglichkeiten dieses kleinen, feinen Instrumentes orientierten. Potengowski informierte sich zuvor bei Friedrich Seeberger, der als erster paläolithische Instrumente aus Schwaben mit Hilfe von Rekonstruktionen wieder zum Leben erweckt hat.